# Leivonmäki Nationalpark
Leivonmäki Nationalpark (finsk: Leivonmäen kansallispuisto) er en nationalpark i det landskabet Keski-Suomi i Vestfinlands len. Den blev etableret i 2003 og dækker et areal på 29 km2 .
Landskabet består af sumpe ved bredderne af den mellemstore sø Rutajärvi og åse med skove.

## Galleri
| - Skov ved Leivonmäki Nationalpark - Soimalampi-søen - Rutajärvi-søen |